# La Voulte-sur-Rhône
La Voulte-sur-Rhône is een gemeente in het Franse departement Ardèche (regio Auvergne-Rhône-Alpes). De gemeente telde 4.762 inwoners op 1 januari 2022. De plaats maakt deel uit van het arrondissement Privas.
Het kasteel van La Voulte-sur-Rhône werd in de 14e eeuw gebouwd op een hoogte boven de Rhône in opdracht van de familie Bermond d’Anduze. Het kasteel kwam in de 16e eeuw in het bezit van de familie de Lévis. Gilbert III de Lévis en Anne de Lévis de Ventadour lieten het kasteel aanpassen en het kasteel verloor zijn defensieve functie. In 1689 werd het kasteel omgevormd tot een gevangenis. Na de Franse Revolutie werd het kasteel geplunderd. In 1810 werd het een bedelaarskolonie en later in de 19e eeuw werd het een werkplaats. In 1938 kocht de Russische kunstenaar Katia Granoff het kasteel. Het werd door de Duitsers tijdens de Tweede Wereldoorlog in brand gestoken. Omdat Granoff de wederopbouw niet kon bekostigen, verkocht ze het kasteel in 1961 aan de gemeente.

## Geografie
De oppervlakte van La Voulte-sur-Rhône bedroeg op 1 januari 2022 9,7 vierkante kilometer; de bevolkingsdichtheid was toen 490,9 inwoners per km². De plaats ligt aan de rechter (westelijke) oever van de Rhône .
De onderstaande kaart toont de ligging van La Voulte-sur-Rhône met de belangrijkste infrastructuur en aangrenzende gemeenten.

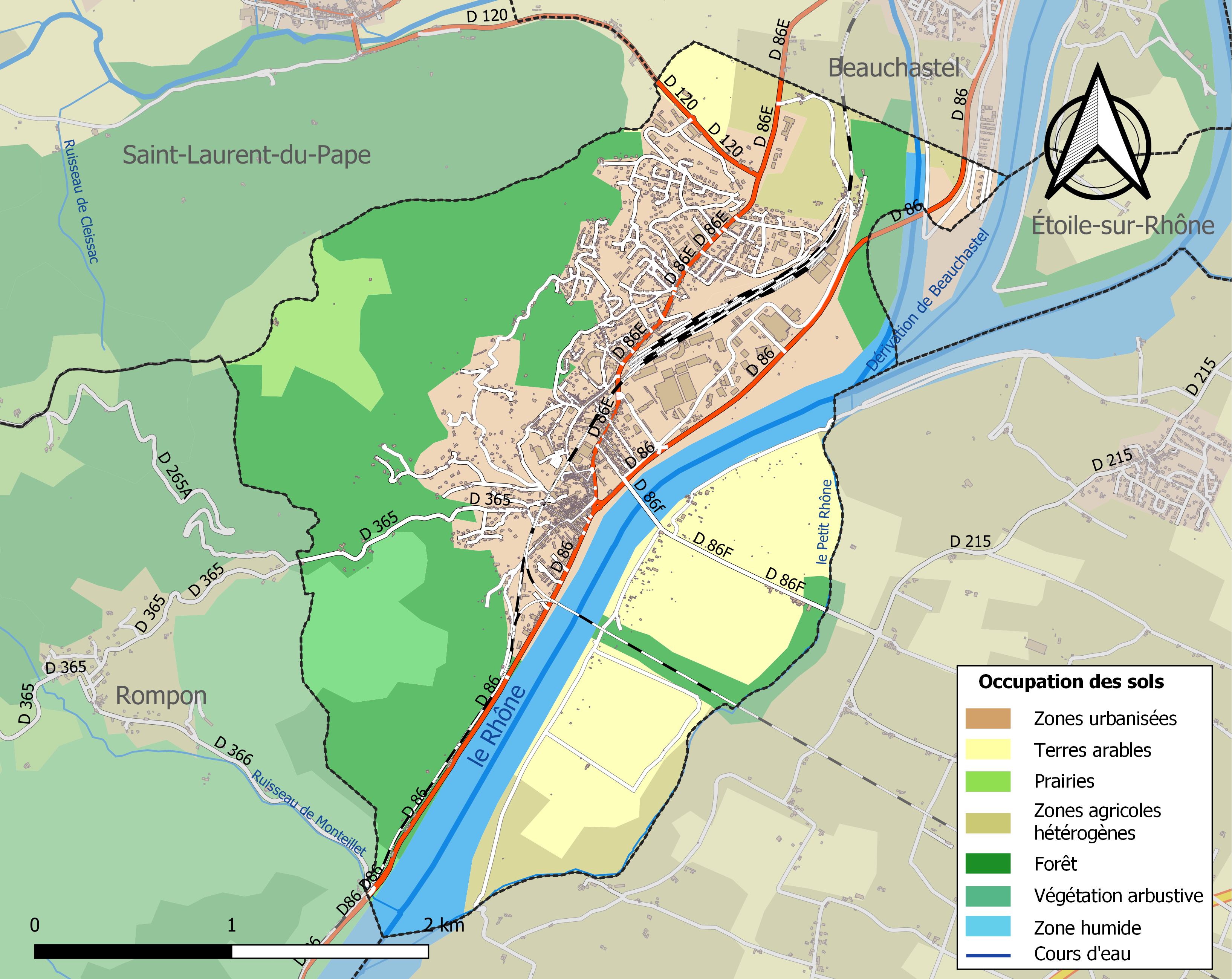

## Demografie
Onderstaande figuur toont het verloop van het inwonertal (bron: INSEE-tellingen).

Vanwege een beveiligingsprobleem met de MediaWiki Graph-software is het momenteel niet mogelijk deze grafiek weer te geven. Zodra de software is bijgewerkt zal de grafiek vanzelf weer zichtbaar worden.

## Geboren in La Voulte-sur-Rhône
- Bernard Janvier (1939), generaal